# Lucas Venuto
Lucas Henrique Ferreira Venuto (* 14. Januar 1995 in Governador Valadares) ist ein brasilianischer Fußballspieler und steht seit August 2019 beim FC Santos unter Vertrag.

## Karriere
Lucas Venuto erhielt in der Jugend bei Red Bull Brasil seine fußballerische Ausbildung, von wo er zur U-19-Mannschaft von RB Leipzig wechselte. Um Spielpraxis zu erhalten, wurde er gemeinsam mit Felipe Pires im Sommer 2014 nach Salzburg zum FC Liefering transferiert. In der folgenden Herbstsaison wurde er 13-mal in der Startelf eingesetzt, fünf Mal wurde er eingewechselt. Er erzielte dabei fünf Tore und gab drei Torvorlagen.
Mit Beginn der Frühjahrssaison 2014/15 wechselte er auf Leihbasis zum SV Grödig. Zum Beginn der 2015/16 wechselte er fix zum SV Grödig.
Im Januar 2016 wurde er vom Ligakonkurrenten FK Austria Wien verpflichtet. Er unterschrieb einen bis Juni 2019 gültigen Vertrag.
Am 25. Januar 2019 wechselte er nach Kanada zum MLS-Verein Vancouver Whitecaps, wo er einen bis Dezember 2021 laufenden Vertrag erhielt. Am 1. August 2019 gaben die Whitecaps bekannt, dass der Kontrakt mit Venuto zum 31. Juli 2019 einvernehmlich aufgelöst wurde. Fünf Tage später gab der FC Santos seine Verpflichtung bekannt. Bei dem Klub kam über die Rolle eines Reservespielers nicht hinaus und wurde zur Saison 2020 an Sport Recife ausgeliehen. 2021 kehrte Venuto zu Santos zurück, konnte sich aber weiterhin nicht etablieren. Nachdem er seinen Vertrag mit Santos gekündigt hatte, erfolgte im Januar 2022 dann der Wechsel zum Guarani FC.